# Mordellistena prescutellaris
Mordellistena prescutellaris es una especie de coleóptero de la familia Mordellidae. La especie fue descrita científicamente por Maurice Pic en 1929.

## Subespecies
- Mordellistena prescutellaris diamantinensis Píc, 1929
- Mordellistena prescutellaris prescutellaris Píc, 1929

## Distribución geográfica
Habita en Brasil.